# サンクトペテルブルク銀行
サンクトペテルブルク銀行（サンクトペテルブルクぎんこう、ロシア語: OAO Банк Санкт-Петербург、MCX: BSPB）は、1990年にサンクトペテルブルクに設立された銀行。公式サイトによると、ロシア北西部でも最大の銀行のひとつでありサンクトペテルブルク市内では第3位の銀行である。インドレク・ネイヴェルト（ロシア語: Индрек Нейвельт）が監査役会会長、アレクサンドル・サベリエフ（ロシア語: Александр Савельев）が取締役会議長および最高経営責任者（頭取）を務める。